# Aksel Rosenlund
Aksel Rosenlund født 1966 er en tidligere dansk atlet.
Rosenlund har som medlem af Københavns IF vundet to individuelle bronzemedaljer ved de danske mesterskaber; 1994 på 1500 meter og 1995 på 3000 meter indendørs. Desuden DM-guld på 4 x 800 meter sammen med Michael Christiansen, Mogens Guldberg og Robert Kiplagat og bronze på 4 x 1500 meter stafetløb i 1994.
Aksel Rosenlund er en af de få danske løbere, som har slået Wilson Kipketer. Det skete ved et stævne på Østerbro stadion i september 1991 på distancen 1500 meter. Både Wilson og Aksel havde en time forinden løbet 400 m, hvor Wilson vandt.. Aksel Rosenlund driver siden 1993 firmaet Rosenlund Data.

## Danske mesterskaber
- Bronze 1994 1500 meter 3:52,51
- Guld 1994 4 x 800 meter 7,32,00
- Bronze 1994 4 x 1500 meter
- Bronze 1995 3000 meter indendørs 8:35,09

## Personlige rekorder
- 800 meter: 1:56,9 Østerbro Stadion, 4. juni 1997
- 1000 meter: 2:37,2 Ballerup Atletikstadion, 25. august 1993
- 1500 meter: 3:52,35 Aarhus Stadion, 7. juli 1994
- 3000 meter: 8:35,09 Atleticum, Malmö (Sverige), 5. marts 1995 (indendørs)
- 400 meter hæk: 63,2 Østerbro Stadion, 25. september 1995